# Secretaría de Articulación Federal de la Seguridad
La Secretaría de Articulación Federal de la Seguridad es el organismo del gobierno argentino que se encarga de articular y coordinar con los gobiernos provinciales y de la Ciudad Autónoma de Buenos Aires las políticas formuladas por el Consejo de Seguridad Interior. También se ocupa de formular programas de formación y capacitación con contenidos curriculares comunes que permitan alcanzar homogeneidad en el accionar de las fuerzas de seguridad federales y provinciales.

## Especialidades
- Seguridad Interior
- Seguridad Bancaria
- Femicidio[4]

## Nómina de Secretarios
| N.º | Secretario               | Partido | Partido               | Periodo                                         | Presidente        |
| --- | ------------------------ | ------- | --------------------- | ----------------------------------------------- | ----------------- |
| 1   | Gerardo Milman           |         | Unión por la Libertad | 5 de enero de 2016 - 30 de abril de 2018        | Mauricio Macri    |
| 2   | Enrique Thomas           |         | Propuesta Republicana | 1 de mayo de 2018 - 10 de diciembre de 2019     | Mauricio Macri    |
| 3   | Gabriel Fuks             |         | Partido Justicialista | 19 de diciembre de 2019 - 1 de octubre de 2021  | Alberto Fernández |
| 4   | Silvia Paola La Ruffa    |         | Partido Justicialista | 1 de octubre de 2021 - 10 de diciembre de 2023  | Alberto Fernández |
| 5   | Sebastián García de Luca |         | Propuesta Republicana | 11 de diciembre de 2023 - 27 de febrero de 2024 | Javier Milei      |
| 6   | Néstor Octavio Majul     |         | Unión Cívica Radical  | 2 de mayo de 2024 - en el cargo                 | Javier Milei      |